# Palmophila rozeni
Palmophila rozeni är en tvåvingeart som beskrevs av David Grimaldi 2003. Palmophila rozeni ingår i släktet Palmophila och familjen daggflugor.
Artens utbredningsområde är Ecuador. Inga underarter finns listade i Catalogue of Life.